# Sartes
Sartes es una comuna francesa situada en el departamento de Vosgos, en la región de Gran Este.

## Demografía
| 109 | 118 | 102 | 109 | 103 | 92 | 94 |
| Para los censos de 1962 a 1999 la población legal corresponde a la población sin duplicidades (Fuente: INSEE [Consultar]) |     |     |     |     |    |    |